# 梅內德毛羅阿
10°40′48″N 71°2′4″W / 10.68000°N 71.03444°W
梅內德毛羅阿（西班牙語：Mene de Mauroa）是委內瑞拉的城鎮，位於該國西北部法爾孔州，是毛羅阿市的首府，距離聖安娜德科羅188公里，始建於1918年2月5日，2010年人口15,372。